# Departamento Nacional de Portos e Vias Navegáveis
O Departamento Nacional de Portos e Vias Navegáveis (DNPVN) foi uma autarquia federal brasileira. Até 1963, era denominado Departamento Nacional de Portos, Rios e Canais (DNPRC) e até 1943, Departamento Nacional de Portos e Navegação (DNPN). Era vinculada ao Ministério dos Transportes que supervisionava as atividades portuárias. Após a extinção do DNPVN, foi criada a Portobras, que é uma sociedade de economia mista que herdou as atribuições do DNPVN. 